# Vielfaches
Ein Vielfaches ist ein Begriff aus der Arithmetik, der sich primär auf die Multiplikation ganzer Zahlen ({\displaystyle \dotsc ,-1,0,1,2,\dotsc }) bezieht. Allerdings kann er auch auf beliebige abelsche Gruppen verallgemeinert werden. In der Bruchrechnung und der Zahlentheorie spielt das kleinste gemeinsame Vielfache von zwei oder mehreren ganzen Zahlen eine Rolle.

## Vielfaches einer ganzen Zahl
Eine ganze Zahl {\displaystyle a\in \mathbb {Z} } heißt Vielfaches einer Zahl {\displaystyle b\in \mathbb {Z} }, wenn es eine ganze Zahl {\displaystyle k\in \mathbb {Z} } gibt, so dass {\displaystyle a=k\cdot b} ist. In diesem Fall ist {\displaystyle b} ein Teiler von {\displaystyle a}. Von einem echten Vielfachen wird gesprochen, wenn {\displaystyle |k|>1} ist.
Analog wird das Vielfache auch für rationale oder reelle Zahlen {\displaystyle a} und {\displaystyle b} definiert.

## Beispiele
- 6, 9 und −15 sind echte Vielfache von 3.
- 6 ist auch ein echtes Vielfaches von 2.
- 0 ist ein Vielfaches von jeder Zahl.

## Vielfache in abelschen Gruppen
Sei {\displaystyle (A,+)} eine abelsche Gruppe, so gibt es zu jedem {\displaystyle a\in A} einen durch {\displaystyle \mu _{a}(1)=a} eindeutig bestimmten Gruppenhomomorphismus {\displaystyle \mu _{a}\colon \mathbb {Z} \to A}. Für diesen gilt
{\displaystyle {\begin{aligned}\mu _{a}(0)&=0,\\\mu _{a}(2)&=\mu _{a}(1)+\mu _{a}(1)=a+a,\\\mu _{a}(-n)&=-\mu _{a}(n)\ {\mbox{für alle}}\ n\in \mathbb {N} \,.\end{aligned}}}
Nun wird
{\displaystyle n\cdot a:=\mu _{a}(n)}
für {\displaystyle n\in \mathbb {Z} } und {\displaystyle a\in A} gesetzt. Dann nennt man {\displaystyle n\cdot a} ein Vielfaches oder genauer das {\displaystyle n}-Fache von {\displaystyle a} in der abelschen Gruppe {\displaystyle A}.